# Ибекс (пещера)
Ибекс — карстовая пещера в Гибралтарской скале, в которой обнаружены артефакты мустьерской культуры. Обнаружена в 1975 году. Своё название получила по найденному здесь черепу ибекса (вида горных козлов).
Раскопки в пещере были проведены в 1994 году Гибралтарским музеем, в том же году ей было присвоено имя. Ранее в районе пещеры велась добыча песка, который транспортировался конвейером к дороге для последующего промышленного использования. В 1985 году во время добычи песка открылся вход в небольшую пещеру. Рабочие откопали несколько каменных орудий и кости, прежде чем поступило распоряжение Джорджа Палао (англ. George Palao) из Департамента общественных работ приостановить деятельность. Палао изъял и систематизировал обнаруженные артефакты и обеспечил  сохранность пещеры, о чём свидетельствует записка, обнаруженная в архиве Гибралтарского музея. Собранная Палао коллекция затерялась, но в 1991 году была повторно найдена профессором Клайвом Финлейсоном, директором музея.
Обнаруженные каменные орудия в основном изготовлены из яшмы. Кости принадлежат различным млекопитающим. Среди костей особенно выделяется полный череп ибекса. Также с артефактами находилась записка Палао с указанием места обнаружения артефактов. По результатам исследований пещеры сделано заключение, что она являлась становищем неандертальских охотников около 40 000 лет назад, которые добывали в её окрестностях горных козлов. Помимо этого, неандертальцы ловили диких птиц, перья которых использовали в качестве украшений.